# 米沢りか
米沢 りか（よねざわ りか、1966年1月11日 - ）は、日本の漫画家。千葉県出身。やぎ座のA型。

## 略歴
投稿4作目の『冬の終わりのインターバル』にて1985年度・第10回白泉社アテナ新人大賞優秀新人賞を受賞し『LaLa』1986年2月号（白泉社）に掲載された後、同年・同社の『Cindy：LaLaスペシャルSUMMER増刊』掲載の『放課後の役たたず』でデビュー。
少女漫画からエッセイ漫画まで幅広く執筆中。
漫画家デビュー前に制作アシスタントの経験が無くデビュー2ヶ月後に生まれて初めて経験した際はパニックになり、他のアシスタント達に色々教えを受け、成田美名子や原なおこのところ等で随分お世話になったと1989年のインタビューで語っている。
代表作は、『無敵のヴィーナス』、『こっぱみじんの恋』、『アクション大魔王』など。

## 単行本リスト

### コミックス
- その気にさせないで（白泉社、1989年10月発行、ISBN 9784592125211)
- だって夏よっ（白泉社、1990年9月発行、ISBN 9784592125228）
- 地図はいらない（全2巻、白泉社、1991年6月発行、ISBN 9784592125235）
- ブルー・ムーン（白泉社、1991年11月発行、ISBN 9784592125723）
- 無敵のヴィーナス（全2巻、白泉社、1993年5月発行、ISBN 9784592126232 ）
- こっぱみじんの恋（全12巻、白泉社、1993年8月発行、ISBN 9784592126317）
- アクション大魔王（1 - 3巻白泉社、1995年5月発行、ISBN 9784592133902）
- しゃべくり大王(キング) （白泉社、1995年7月発行、ISBN 9784592127024）
- ちゃんと愛してる（白泉社、1996年2月発行、ISBN 9784592127253）
- 天使の繭（白泉社、1998年8月発行、ISBN 9784592177036）
- 放課後の役たたず（白泉社、2000年発行、ISBN 9784592118725）*デビュー作
- ミラクル（1 - 2巻白泉社、2000年4月発行、ISBN 9784592177616）
- ねこらぶ（白泉社、2006年1月10日発行、ISBN 9784592188957）
- 30婚miso・com（全15巻、講談社、2008年1月発行、ISBN 9784063406832）

### 文庫本
- ちゃんと愛してる（白泉社、1999年10月発行、ISBN 9784592871385）
- 無敵のヴィーナス（白泉社、2003年6月発行、ISBN 9784592887263）

## エピソードほか
- かつて、関西テレビ制作・フジテレビ系列のテレビ番組『とんねるずのハンマープライス』に出演した際「稲川淳二の恐い話を電話で聞く権利」を落札した。
- 2012年まで、30歳前後の女性の結婚活動をモチーフにした『30婚miso・com』シリーズを連載。しかし少なくとも連載を開始した2007年時点では、米沢本人は独身である[4]。
- 菊池真理子著『毒親サバイバル』にて、インタビューで語った家庭環境が漫画化されている[5]。